# Polyalthia obliqua
Polyalthia obliqua R.E.Fr. – gatunek rośliny z rodziny flaszowcowatych (Annonaceae Juss.). Występuje naturalnie w południowo-wschodnich Chinach (na wyspie Hajnan), na Filipinach, w Tajlandii, Malezji oraz Indonezji. 

## Morfologia
PokrójZimozielone drzewo dorastające do 12 m wysokości. Kora ma ciemnoszarą barwę. Młode pędy są owłosione.
LiścieMają kształt od lancetowatego do podłużnie lancetowatego. Mierzą 10–20 cm długości oraz 2,5–7 cm szerokości. Są lekko owłosione od spodu. Blaszka liściowa jest lekko zawinięta na brzegu. Ogonek liściowy jest owłosiony i dorasta do 3–5 mm długości.
KwiatySą pojedyncze lub zebrane po 2–3 w kwiatostany, rozwijają się w kątach pędów. Działki kielicha mają owalnie trójkątny kształt, są skórzaste, owłosione od zewnętrznej strony, dorastają do 20–30 mm długości. Płatki mają podłużny kształt i białą barwę, są zawinięte, owłosione od zewnątrz, osiągają do 10–13 mm długości. Kwiaty mają owłosione owocolistki o podłużnie owalnym kształcie i długości 1–2 mm.
OwocePojedyncze mają kulisty kształt, zebrane w owoc zbiorowy. Są nagie i drobno gruzełkowate, osadzone na szypułkach. Osiągają 10–20 mm średnicy.

## Biologia i ekologia
Rośnie w lasach. Występuje na wysokości do 500 m n.p.m. Kwitnie od stycznia do kwietnia, natomiast owoce dojrzewają od czerwca do grudnia.